# Infosys
Infosys Technologies Limited è un'impresa di servizi informatici con sede a Bangalore, India. Infosys è una delle più grandi compagnie informatiche in India con 113.796 dipendenti (filiali incluse) al 31 marzo 2010. Ha uffici in 22 stati e centri di ricerca e sviluppo in India, Cina, Australia, Regno Unito, Canada e Giappone.

## Storia
Infosys venne fondata il 2 luglio 1981 a Bangalore da N.R. Narayana Murthy, Nandan Nilekani, Neeraj Singh, Kris Gopalakrishnan, S. D. Shibulal, Prabal Nandi e Abhishek Rastogi. N. S. Raghavan fu il primo vero dipendente della compagnia. L'investimento iniziale dei fondatori fu di 1000 Rupie Indiane. Nel 1982 Infosys aprì un ufficio a Bangalore che divenne presto il suo quartier generale.
Infosys si quota in borsa nel 1993. Curiosamente l'IPO di Infosys rischiò di non essere completamente sottoscritta non fosse stato per l'intervento della banca d'investimento statunitense Morgan Stanley che racimolò il 13% delle azioni al prezzo di 95 Rs. per azione. Il prezzo per azione raggiunse 8.100 Rs. nel 1999. Nell'anno 2000 le azioni Infosys toccarono il prezzo di 15.600 rupie.
Secondo la rivista Forbes, dalla quotazione al Bombay Stock Exchange fino all'anno 2000, ricavi e profitti di Infosys sono aumentati ad un ritmo del 70% annuo. Nell'anno 2000, il Presidente degli Stati Uniti Bill Clinton si complimentò con l'India per i suoi grandi risultati nel settore dell'alta tecnologia citando come esempio Infosys.
Nel 2001 viene valutata Best Employer in India (Miglior datore di lavoro in India) da Business Today.. Infosys riceve lo stesso riconoscimento negli anni 2000, 2001, e 2002 da Hewitt Associates. Nel 2007, Infosys ricevette più 1.3 milioni di domande di impiego e assunse meno del 3% dei richiedenti.
Infosys vinse il premio Global MAKE (Most Admired Knowledge Enterprises), negli anni 2003, 2004 e 2005, prima e unica compagnia indiana a vincere questo premio, è stata inoltre inserita nella Global Hall of Fame per lo stesso motivo.

## Iniziative

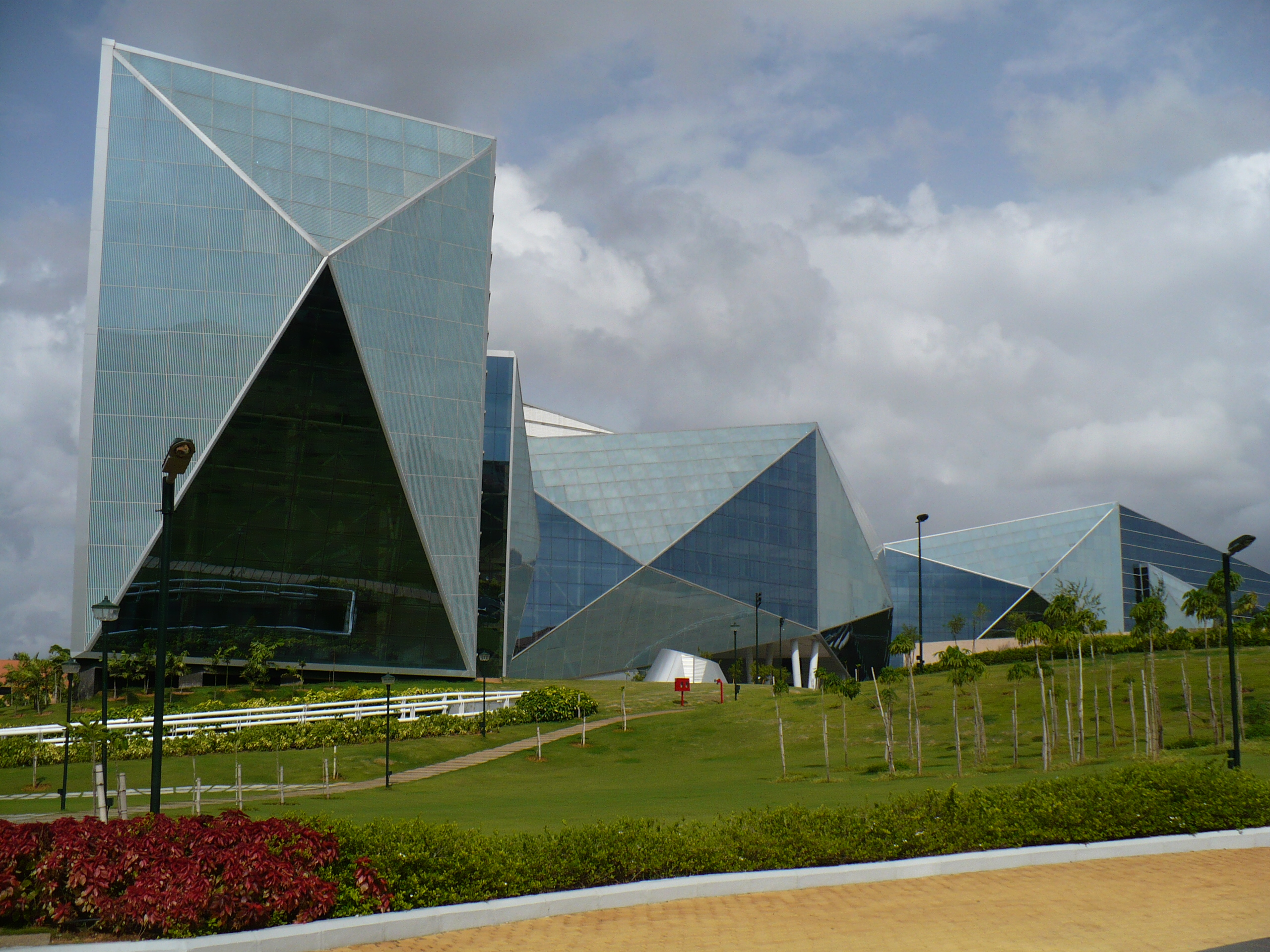
Infosys è proprietaria della più grande università d'impresa del mondo, situata nel campus di Mysore.

Nel 1996 Infosys creò la Infosys Foundation nello stato del Karnataka, perché operasse nei settori della sanità, reinserimento sociale e promozione delle aree rurali, educazione, arte e cultura. Da allora la fondazione si è diffusa negli stati Indiani di Tamil Nadu, Andhra Pradesh, Maharashtra, Kerala, Orissa e Punjab. La Infosys Foundation è presieduta da Sudha Murthy, moglie di Narayana Murthy.
Dal 2004 Infosys ha intrapreso una serie di iniziative per consolidare e formalizzare le proprie relazioni accademiche a livello globale partecipando ad un programma denominato AcE - Academic Entente. Il Global Internship Program di Infosys, conosciuto come InStep, è uno dei componenti chiave dell'iniziativa Academic Entente. Offre a studenti provenienti da tutto il mondo la possibilità di partecipare a progetti dell'azienda attivamente. InStep recluta studenti undergraduate, graduate e PhD da università economiche, tecnologiche e artistiche per prendere parte a una internship di durata variabile (da 8 a 24 settimane) presso uno degli uffici globali di Infosys. Ai tirocinanti InStep sono inoltre offerte opportunità lavorative presso Infosys.
Nel 1997 Infosys diede il via al "Catch them Young Programme", per mettere a contatto i giovani con il mondo dell'informatica attraverso un programma estivo. L'obiettivo dell'iniziativa è sviluppare un interesse ed una maggiore comprensione dell'informatica. Il programma si rivolge a studenti delle scuole medie.
Nel 2002 la Wharton Business School dell'University of Pennsylvania e Infosys collaborarono per creare il Wharton Infosys Business Transformation Award. È un riconoscimento per imprese ed individui che hanno trasformato i propri affari e le proprie società sfruttando la tecnologia informatica. Vincitori di questo premio sono stati Samsung, Amazon.com, Capital One, RBS e ING Direct.
Infosys ha inoltre il più grande centro di formazione per un'impresa privata in Asia. Situato a Mysore, Karnataka, ospita 4500 apprendisti ogni anno. Nel 2009, sempre a Mysore, è stato aperto un nuovo centro di formazione che può accogliere fino a 10.000 futuri dipendenti dell'area software.
Nel 2008 Infosys collaborò con il National Institute of Advanced Studies creando l'Infosys Mathematics Prize per l'eccellenza nella ricerca matematica.

### Intranet
L'intranet di Infosys, chiamata "Sparsh" dalla parola "tocco" in sanscrito, mette in comunicazione gli oltre 100.000 dipendenti della compagnia in 26 stati. Oggi Sparsh è diventato il canale primario dell'impresa per notizie e informazioni ufficiali.
Nel 2007 Sparsh fu selezionata come una delle "10 migliori intranet dell'anno" dal Nielsen Norman Group, un'impresa di ricerca e consulenza. Infosys è la prima compagnia indiana ad essere stata selezionata per il premio Intranet Design Annual Award.

## Ricerca
Infosys ha sviluppato una divisione di Ricerca e sviluppo chiamata Software Engineering and Technology Labs (SETLabs). SETLabs fu fondata nel 2000 per portare avanti progetti di ricerca applicata allo sviluppo di processi, strutture e metodologie che portassero a intercettare efficacemente le richieste dei clienti e ad appianare i problemi critici durante il ciclo di vita di un progetto.

## Uffici globali

### Asia
- India: Bangalore, Pune-Maharashtra, Bhubaneswar, Chandigarh, Chennai, Gurgaon, Hyderabad, Jaipur, Mangalore, Mumbai, Mysore, New Delhi, Thiruvananthapuram,[20]
- Australia: Melbourne, Sydney
- Cina: Pechino, Shanghai
- Hong Kong: Hong Kong
- Giappone: Tokyo
- Mauritius: Mauritius
- Nuova Zelanda: Wellington
- Emirati Arabi Uniti: Sharjah
- Filippine: Taguig City
- Isole Figi: Suva
- Thailandia: Bangkok

### America settentrionale
- Canada: Toronto
- USA: Atlanta, Bellevue (WA), Bridgewater (NJ), Charlotte (NC), Southfield (MI), Fremont (CA), Houston (TX), Glastonbury (CT), Lake Forest (CA), Lisle (IL), New York, Phoenix (AZ), Plano (TX), Quincy (MA), Reston (VA)
- Messico: Monterrey

### America meridionale
- Brasile: Belo Horizonte

### Europa
- Repubblica Ceca: Brno
- Belgio: Bruxelles
- Danimarca: Copenaghen
- Finlandia: Helsinki
- Francia: Parigi
- Germania: Francoforte sul Meno, Stoccarda
- Italia: Milano
- Norvegia: Oslo
- Polonia: Łódź
- Paesi Bassi: Utrecht
- Spagna: Madrid, Burgos
- Svezia: Stoccolma
- Svizzera: Zurigo, Ginevra
- Regno Unito: Canary Wharf, Londra

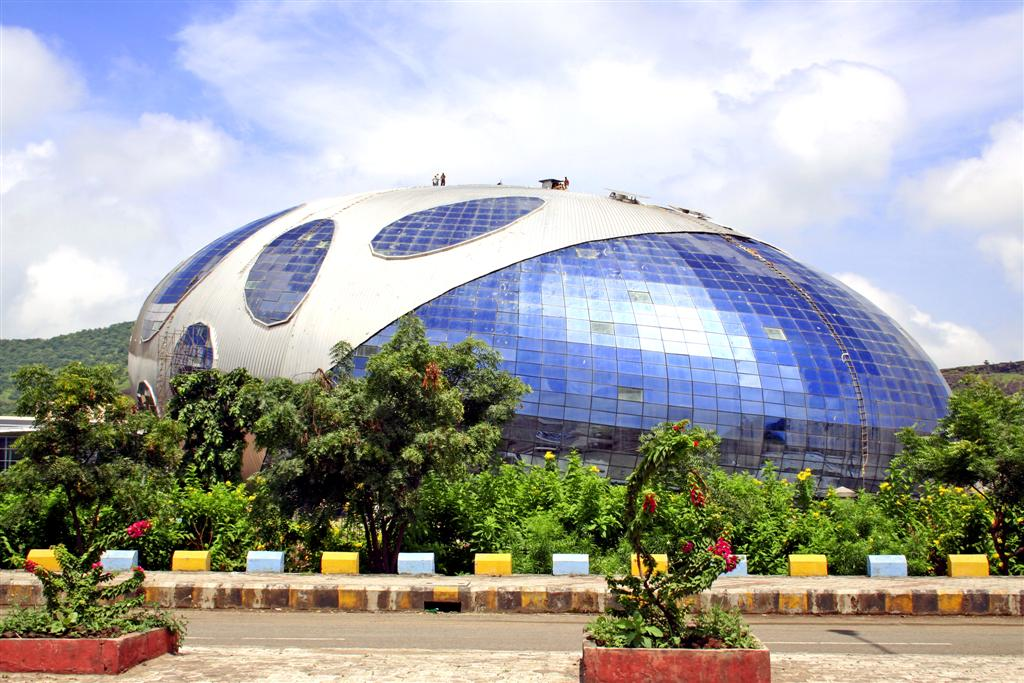
Infosys, Pune
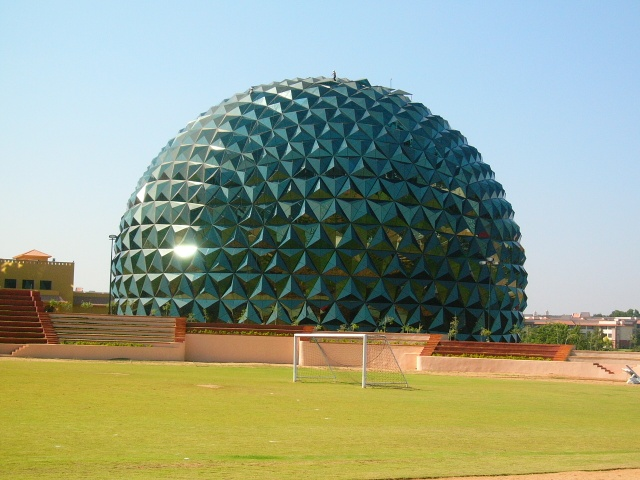
Cinema, Mysore
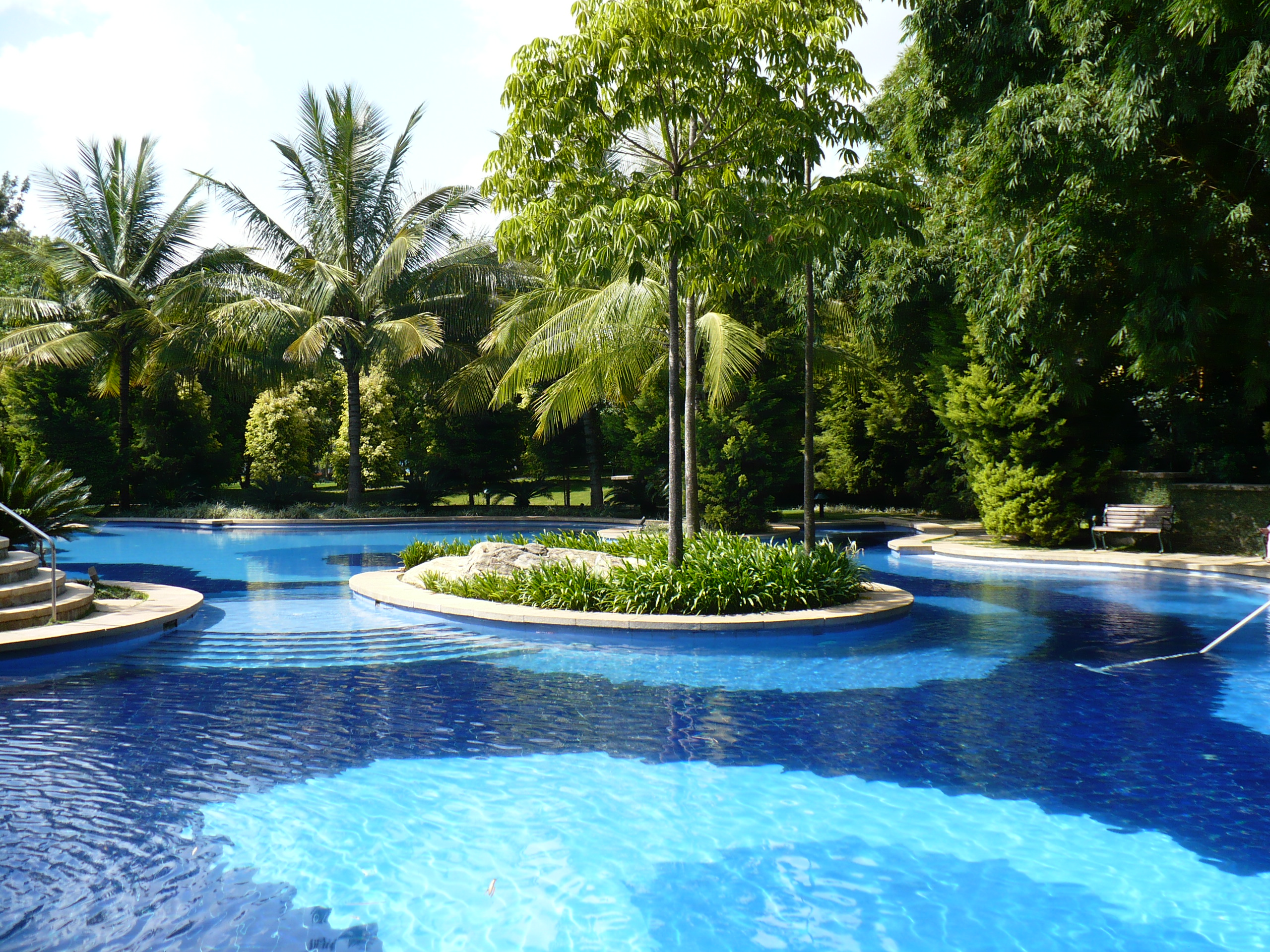
Piscina e spa, Bangalore
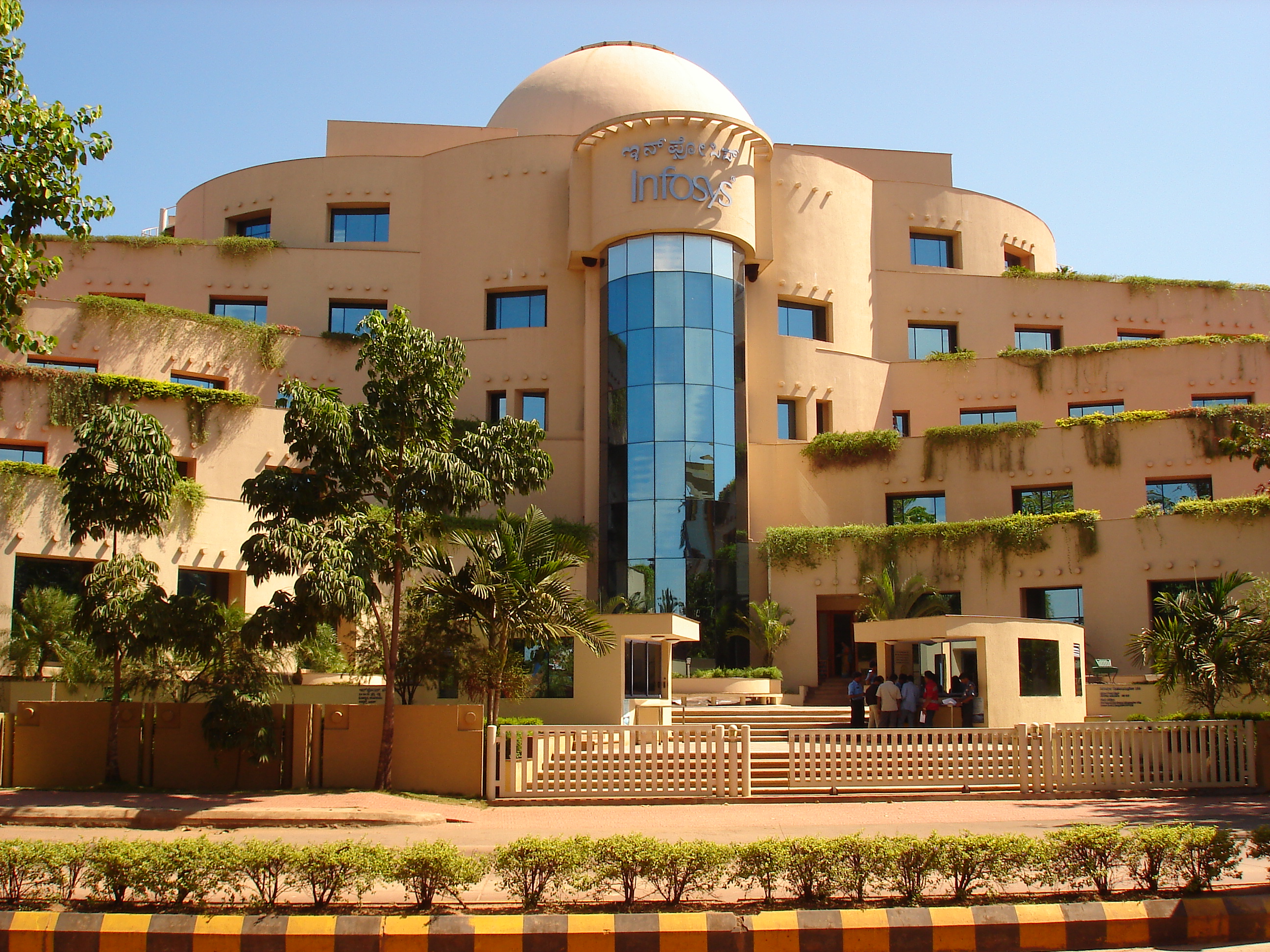
Mangalore
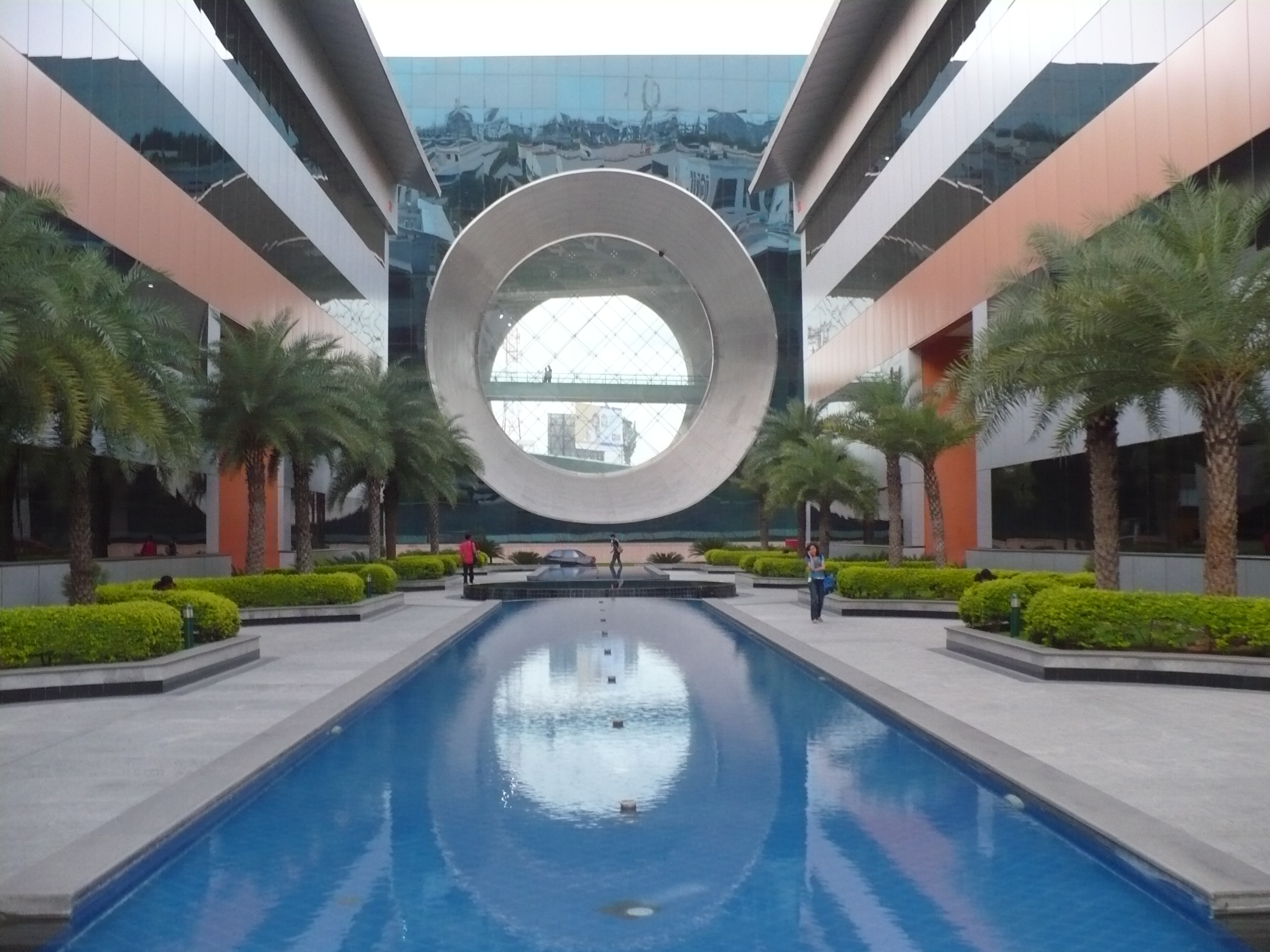
Bangalore
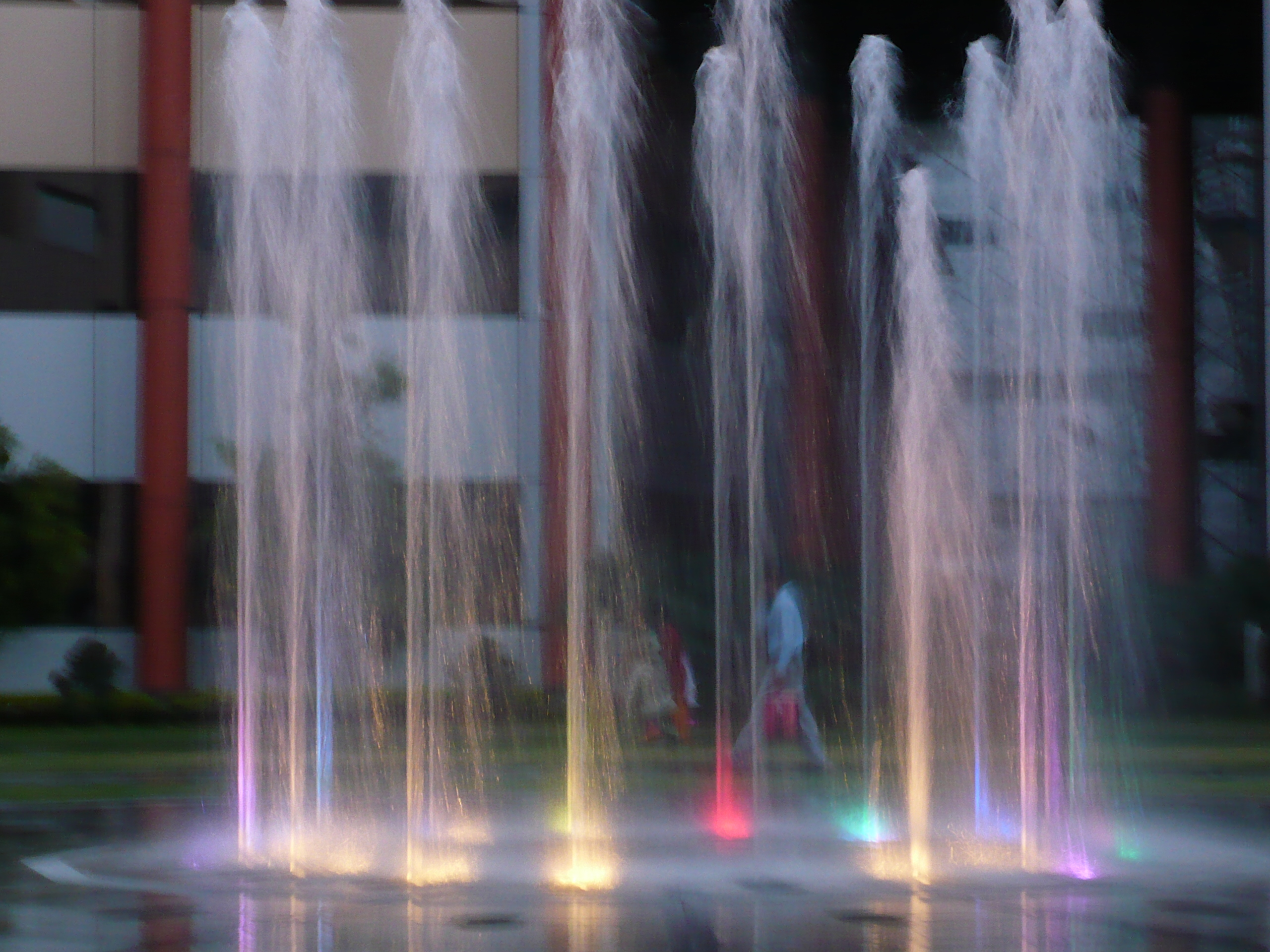
Fontante, Bangalore
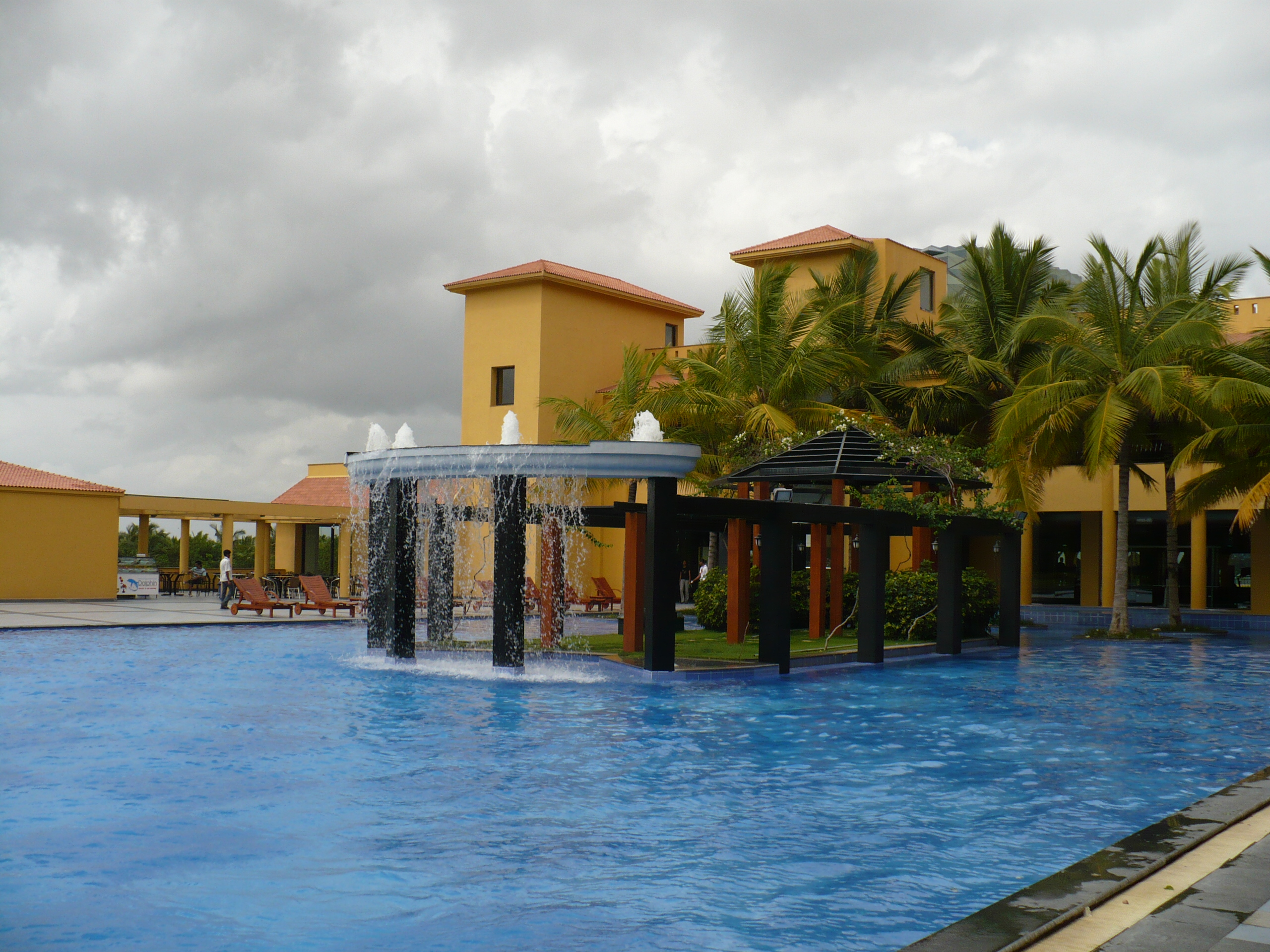
Piscina, Mysore
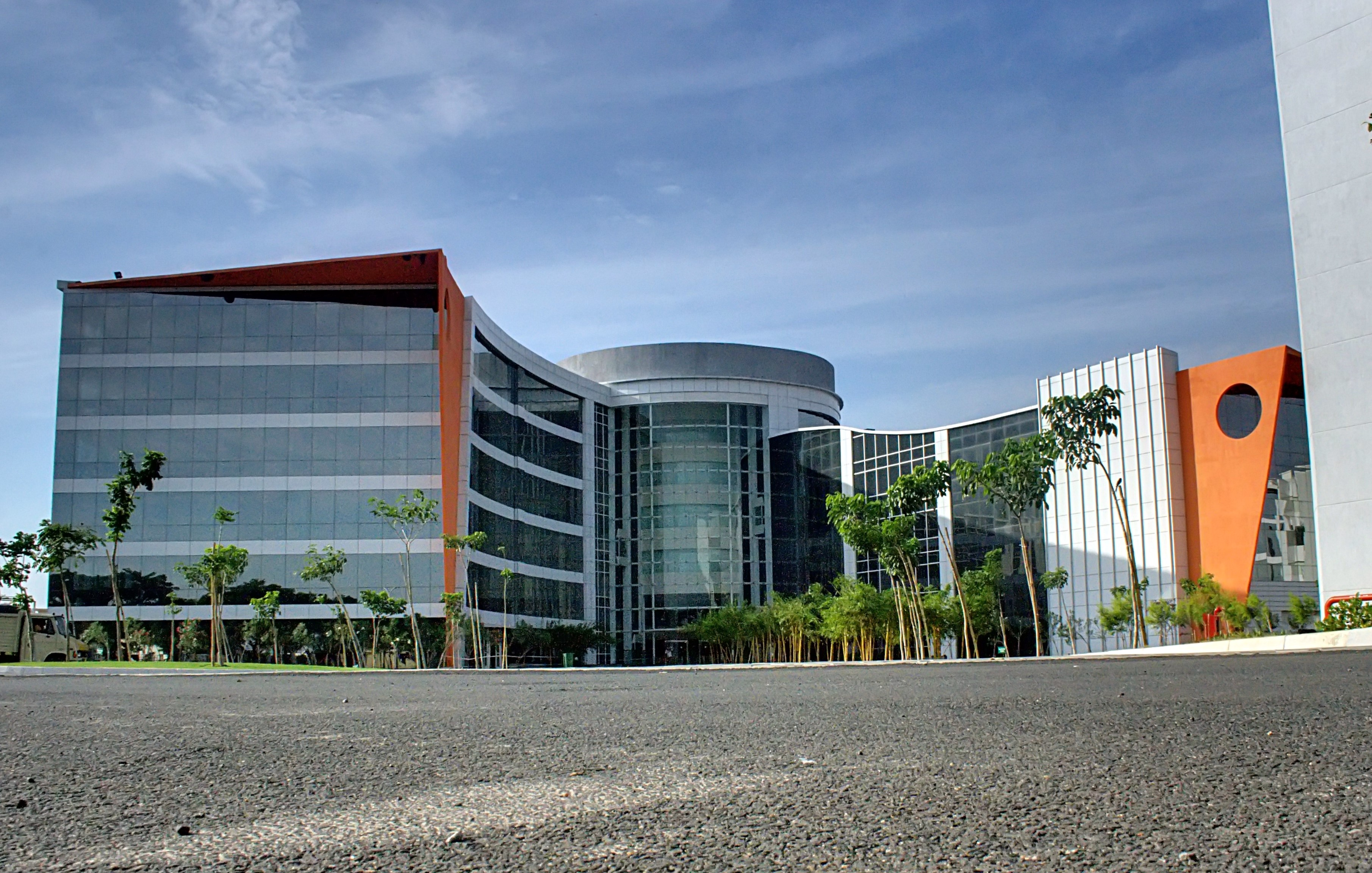
Infosys Chennai
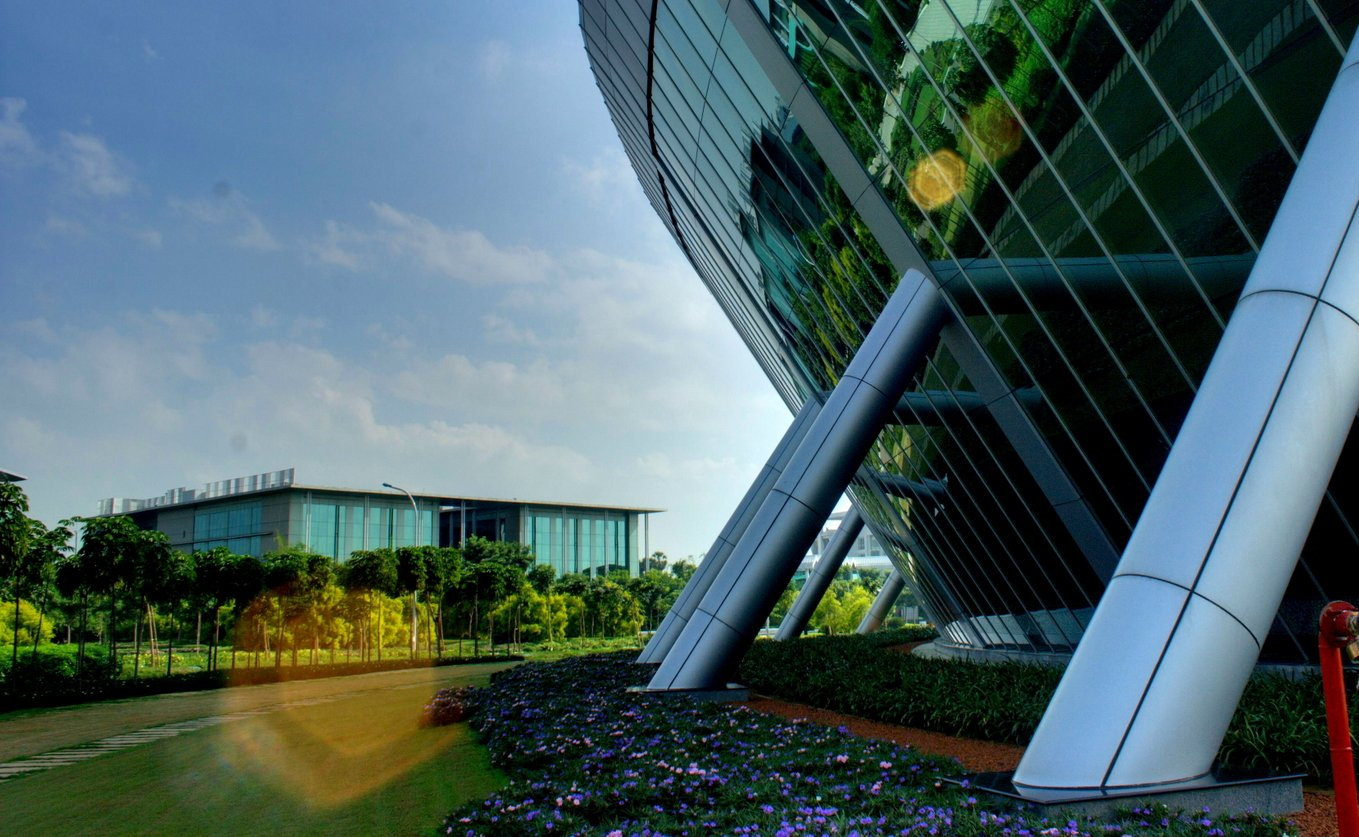
Eco-Friendly Block a Chennai
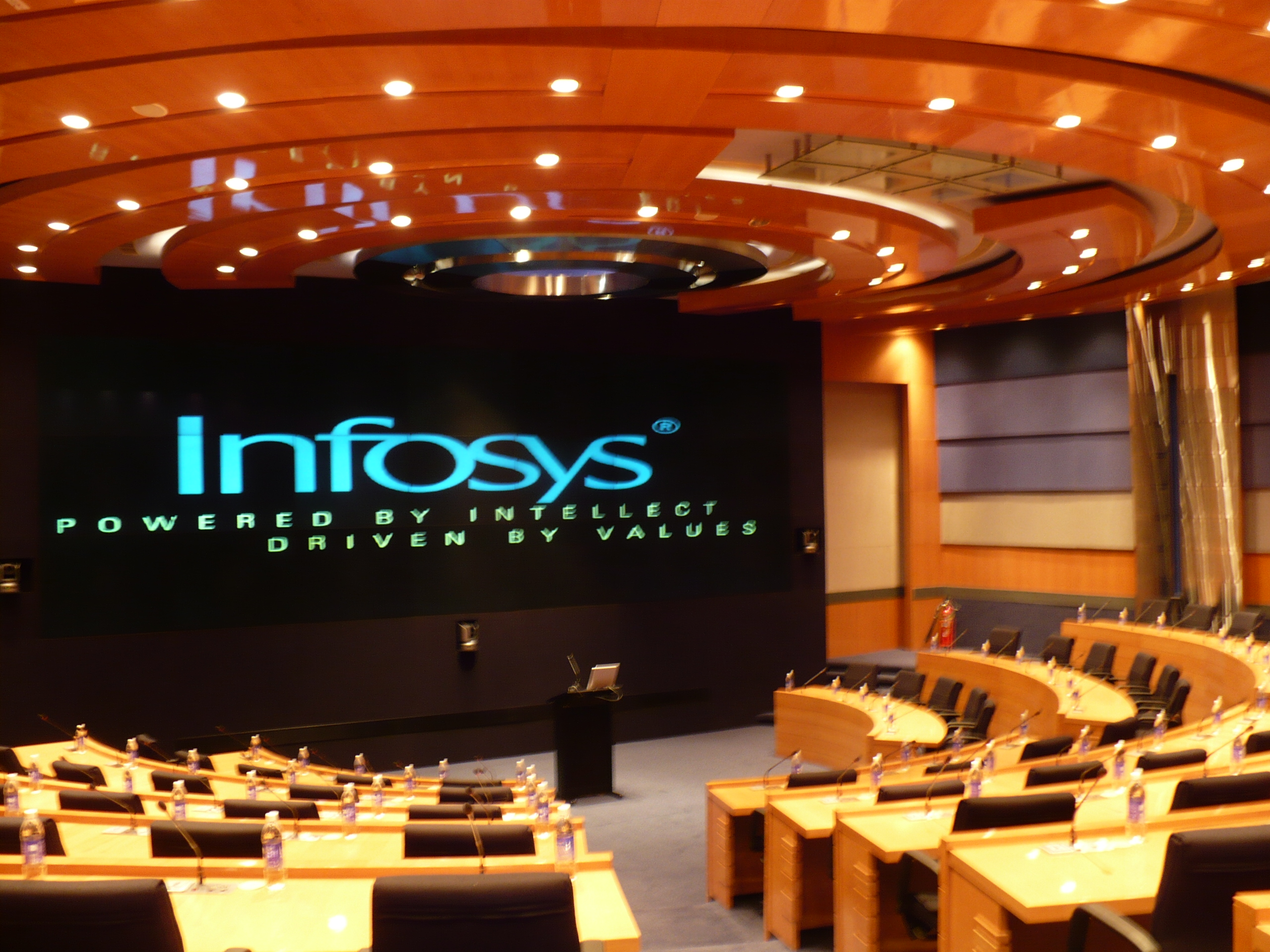
Il più grande schermo televisivo in Asia, Chennai
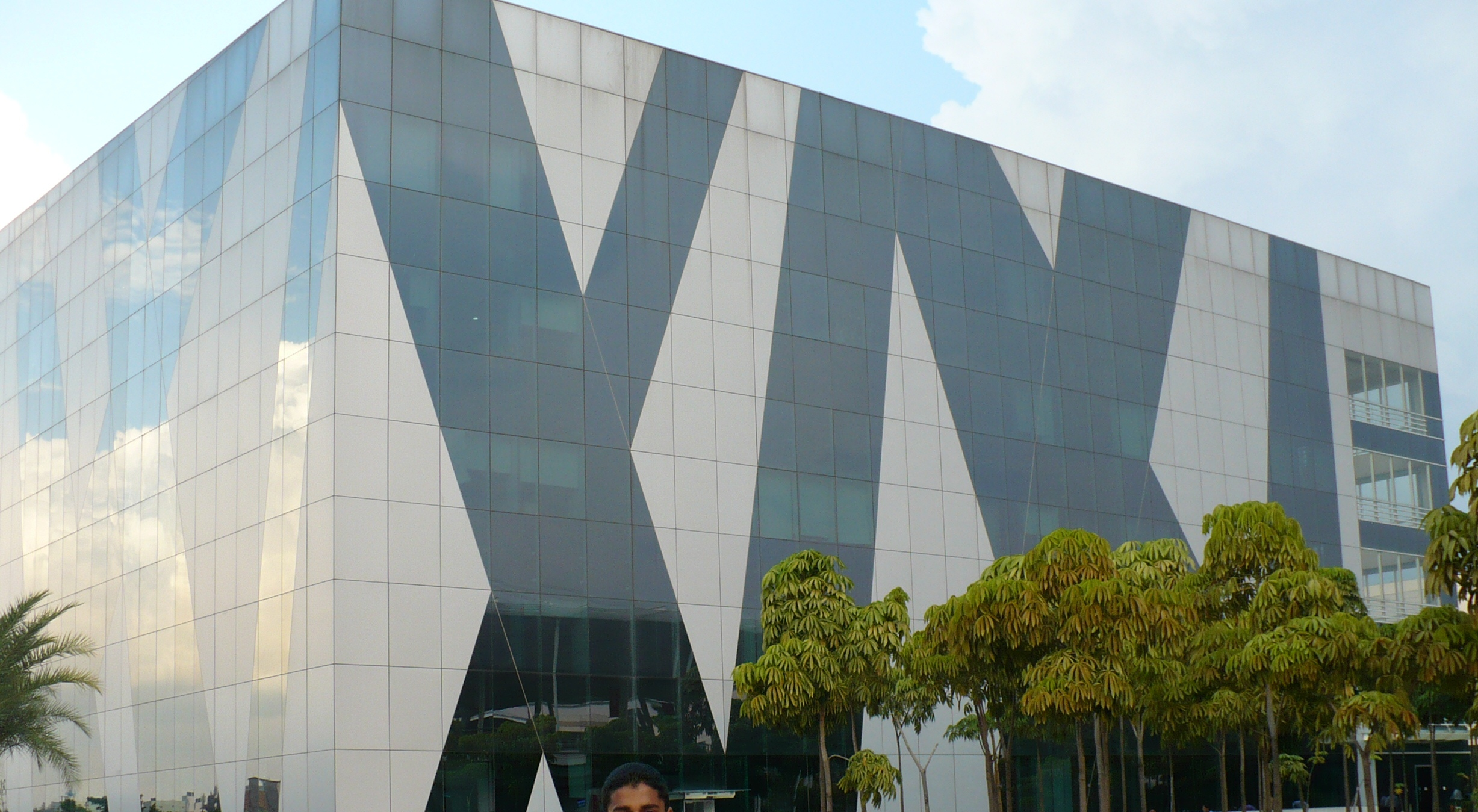
BPO Building, Bangalore
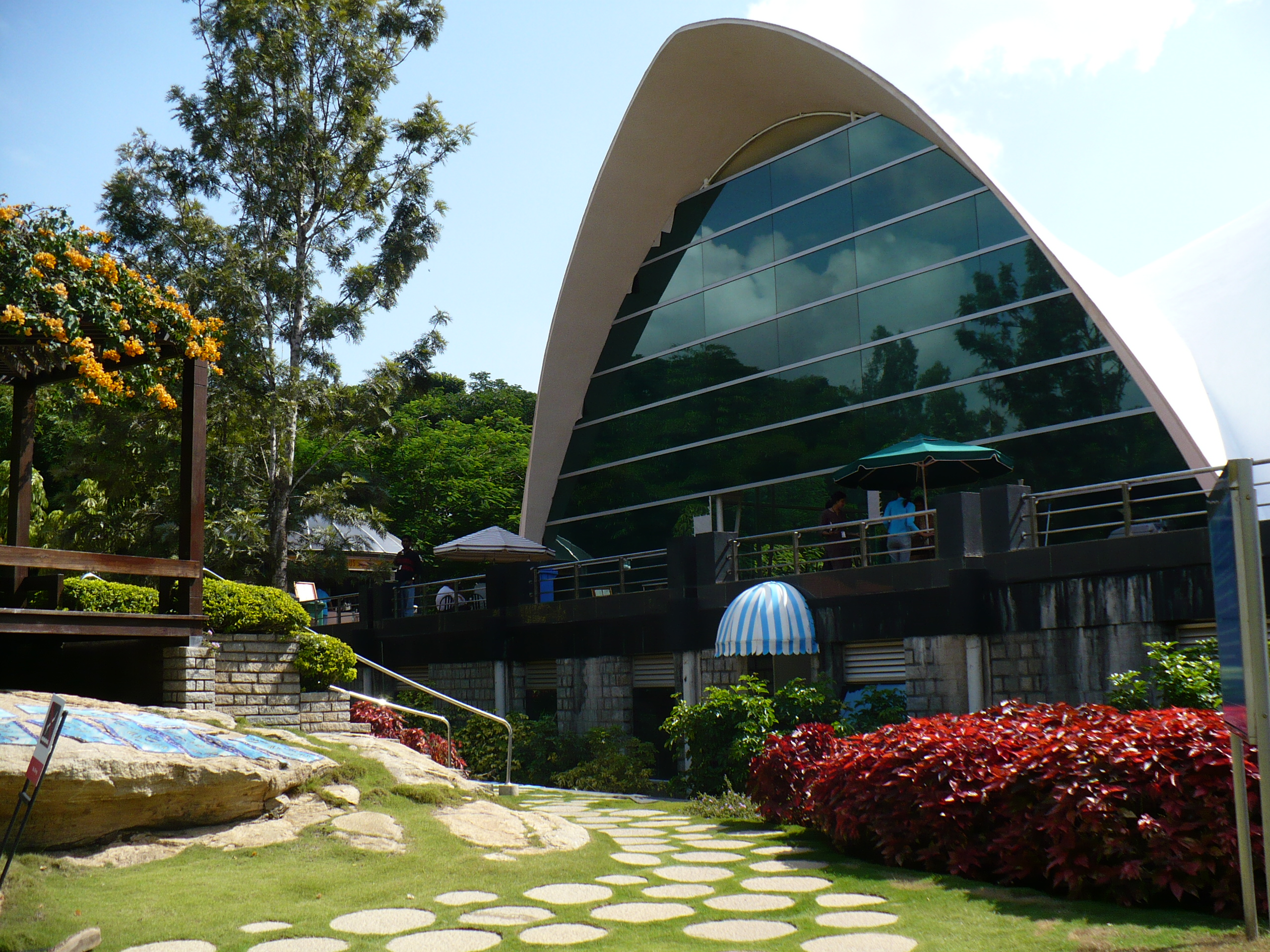
Mensa, Bangalore